# Arthur Arneth
Arthur Arneth (* 19. September 1802 in Heidelberg; † 16. Dezember 1858 ebenda) war ein deutscher Mathematikhistoriker sowie Lehrer für Mathematik und Physik.
Arneth war Lehrer für Mathematik und Physik in Hofwil und Heidelberg. 1828 wurde er Privatdozent in Heidelberg (Inauguraldissertation: De lineis rectis in spatiis sitis. 1828) und 1838 Professor für Mathematik und Physik am Lyceum in Heidelberg.
Sein Systeme der Geometrie behandelt die Elementargeometrie der Ebene als Ganzes ohne die damals übliche Trennung in Trigonometrie, Planimetrie und analytische Geometrie, sondern in zwei Teilen einmal als Lehre von den Geraden und deren gegenseitiger Lage in der Ebene (einschließlich zugehöriger Teil der Trigonometrie und Einführung von Koordinatensystemen), im zweiten Teil behandelt er die Verbindung von Geraden zu ebenen Figuren (Dreiecke, Vierecke, Vielecke, Flächenaufteilung). Ein dritter Teil (der nicht erschien) sollte die Verbindung von Geraden untereinander ohne Beziehung zu Figuren behandeln.
Außerdem schrieb er eine Geschichte der Mathematik in Bezug auf die Kulturgeschichte. Moritz Cantor bemängelte, dass nach der Behandlung der Mathematik der Griechen und Inder wenig Platz für die weitere Entwicklung geblieben ist.

## Schriften
- Systeme der Geometrie. Schweizerbart, Stuttgart 1840 (Archive).
- Geschichte der reinen Mathematik in ihrer Beziehung zur Geschichte des menschlichen Geistes (= Neue Encyklopädie für Wissenschaften und Künste). Franckh, Stuttgart 1852 (Archive).